# Mickhausen
Mickhausen là một đô thị ở huyện Augsburg bang Bayern nước Đức. Đô thị Mickhausen có diện tích 15,48 km², dân số thời điểm ngày 31 tháng 12 năm 2006 là 1367 người.